# Heave-ho Slope
Heave-ho Slope (sinngemäß übersetzt: Hauruck-Steigung) ist ein Eishang an der Borchgrevink-Küste des ostantarktischen Viktorialands. Er fällt über 450 Höhenmeter vom Quarterdeck Ridge zu einem Bergsattel am südwestlichen Ende der Hallett-Halbinsel ab. Der Eishang ist Teil einer geeigneten Überlandverbindung zwischen der Hallett-Station und dem Tucker-Gletscher, wenn aufgebrochenes Meereis im Edisto Inlet einen solchen Zugang verhindert.
Wissenschaftler einer von 1957 bis 1958 durchgeführten Kampagne im Rahmen der New Zealand Geological Survey Antarctic Expedition benannten ihn so, nachdem sie hier wegen einer weichen Schneeauflage zu rollierenden Etappen mit ihren Transportschlitten gezwungen waren.